# Rinner Trough
Koordinaten: 77° 40′ S, 35° 0′ W
Der Rinner Trough ist eine Tiefseerinne im Weddell-Meer vor der Luitpold-Küste des ostantarktischen Coatslands.
Benannt ist die Rinne auf Vorschlag des Vermessungsingenieurs und Glaziologen Heinrich Hinze vom Alfred-Wegener-Institut nach dem österreichischen Geodäten Karl Rinner (1912–1991). Die Benennung wurde im Juni 1997 durch das US-amerikanische Advisory Committee on Undersea Features (ACUF) bestätigt.